# EMD SD38
Les SD38 sont une série de locomotives diesel-électrique de type road switcher, construites par General Motors Electro-Motive Division entre mai 1967 et octobre 1971. Elles sont équipées d'un moteur EMD 645 16-cylindres générant  2 000 chevaux impériaux (1 491 kilowatts), comparé à l'EMD 645E3 V-16 qui produit de 3000 chevaux. Les SD38 ont le même châssis que les SD39, SD40 et SD45. 
Sur 148 machines construites toutes versions confondues, la majorité a été exportées. Cela inclut quatre pour une société minière en Jamaïque et sept pour une société minière au Venezuela. Une version M, de 45 unités, a été exportée au Brésil (RFFSA) ; une version P, de 40 unités, a été livrée en Corée du sud (Korail). Pour des compagnies de chemin de fer des États-Unis, la majorité des commandes sont allées au Penn Central (35 unités).
La série des SD38 s'est poursuivie avec l'amélioration Dash 2 qui a abouti à la série EMD SD38-2.

## Propriétaires originels
| Compagnie                            | Propriétaires | Numéro d'immatriculation | Notes |
| ------------------------------------ | ------------- | ------------------------ | --- |
| Bessemer and Lake Erie Railroad      | 3             | 861-863                  | |
| Detroit, Toledo and Ironton Railroad | 5             | 250-254                  | Passées au Grand Trunk Western sous les numéros 6250-6254 ; les 253 et 254 sont encore en service sur le Reading and Northern Railroad sous les numéros 2003 et 2004 |
| Elgin, Joliet and Eastern Railway    | 6             | 650-655                  | La 650 est vendue à CITI Rail en 2011, la 654 est vendue au Hartwell railroad en 2011, Les 651–653, et la 655 est vendue au DMIR en 1992/1993. |
| Kaiser Bauxite                       | 4             | 5101-5104                | En Jamaïque ; à présent propriété de la Noranda Bauxite Limited (NBL) |
| McCloud River Railroad               | 3             | 36-38                    | Les 36 et 38 sont propriété de MCR en juillet 2017, la 37 est au Dakota Southern Railway. Numéros de série 34880-34882 |
| Orinoco Mining Company               | 7             | 1021–1027                | Envoyées au Venezuela |
| Penn Central                         | 35            | 6925-6959                | Toutes sont passées à la Conrail avec les mêmes numéros de série. Quand la Conrail a fait faillite, 21 sont passées au Norfolk Southern (certaines ont été reconstruites comme auxiliaire de traction, les autres réformées), 13 sont passés à CSX (toutes ont été réformées, à part 2), et une est passée au Reading Blue Mountain & Northern Railway (opérationnelle). |
| RFFSA (Brésil)                       | 45            | 3601-3645                | SD38M - 34 unités en service |
| Korail (Corée du Sud)                | 40            | 6351 à 6390              | SDP38 |
| Totals                               | 148           |                          | |

Une version M a été construit pour la Rede Ferroviária Fédéral (chemins de fer Fédéraux du Brésil).
Quarante SDP38, destinées au trafic passager, ont été construits pour la Korail (Corée du Sud) entre mai et juillet 1967. Les unités ont été numérotées 6351 à 6390.